# Преадаптация
При еволюционното си развитие всеки биологичен вид развива специфични адаптации към екологичната среда, която обитава — органи, поведенчески реакции, тъкани и пр. структури. Понякога се случва вида (част от популацията) да смени рязко обичайната си среда. В новата екологична зона оцеляването зависи от възможността за нова употреба на структура, възникнала в старата среда. Реализацията на подобна възможност се нарича преадаптация.
Преадаптацията обикновено се осъществява благодарение на една от старите структури на вида. Тази структура можем да наречем ключ към новата екологична зона.
Забележка: Понятията в еволюционната биология са в голяма степен спорни (спекулативни). Тъй като обсъжданото в тази статия понятие не прави изключение, то може да има различни и противоречиви тълкувания, които ще бъдат представени тук.

## Примери
Плавателният мехур при рибите е орган, изравняващ плътността на рибата с водата. Той е адаптация към плуването в открити води. Във водна среда, бедна на кислород (блато) той може да изпълни ролята на ключ, като постепенно еволюира в бял дроб. Тази промяна може да е плавна и не е чист пример за преадаптация, но веднъж извършена, тя позволява следващият рязък преход – излизане от блато на сушата. Този втори преход е същинска преадаптация, като органът-ключ е белият дроб.
Възникването на полета при птиците най-вероятно протича по схемата: поява на пера при малки динозаври с цел подобряване на терморегулацията, преадаптация на част от перата към функции, свързани с подобряване на аеродинамиката при скокове с последващо възникване на полет.

## Значение
Успешната преадаптацията дава начало на големите еволюционни скокове. Тя обикновено е последвана от бърза еволюция в новата зона свързана с цялостно преустройство на неключовите органи и системи (адаптацията им към новата среда), видообразуване, последвано от образуване на големи таксономични единици.
Някои сравнително добре документирани или предполагаеми преадаптации:
Произход на челюстния апарат на съвременните членестоноги от първите няколко двойки крайници, произход на челюстите на гръбначните от първата двойка хрилни опори. И в двата случая имаме преадаптация към хранене с по-едра и твърда храна.
Прехода риби – земноводни – сухоземни гръбначни (ключ – бял дроб).
Произход на полета при птиците (ключ – пера).
Произход на човека (ключов орган – задни крайници или ключово поведение – изправено ходене).
Произход на пингвините (ключов орган – крила, които от полет във въздуха започват да се ползват за полет под водата). Аналогична е преадаптацията на предните крайници на костенурките при прехода им към воден живот.

## Преадаптации при еволюцията начовека
Изглежда вероятно човешката еволюция (и на предхождащите го групи) да е преминала през доста на брой и сериозни по значение преадаптации.
Бозайниците преживяват няколко важни прехода, които не се наблюдават при другите сухоземни — възникване на козина, потни и млечни жлези, сложен дъвкателен и слухов апарат, сложно поведение свързано с кърменето и отглеждането на малките. Част от тези промени са преадаптации — възникването на млечни от потни жлези, кърменето на малките като следствие от късното оформяне на дъвкателния апарат. Вероятно и други промени могат да се изтълкуват по подобна схема.
Маймуните усвояват триизмерната среда на короните на дърветата благодарение на преадаптация на крайниците. Като следствие те развиват бинокулярно трицветно зрение (само маймуните от стария свят), голям мозък, звукова сигнализация, разнообразна механика на придвижване.
При човекоподобните маймуни възниква брахиацията (придвижване по клоните чрез люлеене, като основно се ползват предните крайници). Тази техника на придвижване води до промяна на разположението на предните крайници и гръбначния стълб, също и до промени в управлението на предните и задните крайници от централната нервна система. Брахиацията позволява следващата преадаптация – връщането към наземен начин на придвижване, но вече само на задни крайници. Има различни хипотези за възникването на бипедалното придвижване, повечето спекулативни, но е сигурно, че веднъж възникнало, то представлява фундаментална преадаптация, която освобождава ръцете за пренасяне на продукти и употреба на оръдия на труда, толерира уседнал начин на отглеждане на децата, съпроводен с намаляване на окосмяването (борба с паразитите по кожата, регулация на топлообмена чрез употреба на дрехи), въвличане на съществуващите механизми за звукова и визуална комуникация в комуникационните комплекси (възникване на език, фолклор, митология) на общественото съществуване и целия комплекс от промени, които фиксират съвременния вид Homo Sapiens.

## Еволюционното махало
Кратките дефиниции на понятието еволюция наблягат повече на понятието адаптация – бавната промяна на свойствата, увеличаваща хармонията между вида и екологичната зона, която последният обитава. Абсолютизацията на понятието адаптация обаче ни води до парадокс – безкрайната адаптация води до безкрайна диференциация на неограничен брой видове, които биха били идеално пригодени към екологичната си ниша, но биха загинали при всяка промяна в нея.
Реалната еволюция вероятно е поредица от адаптации и преадаптации, които запазват известна гъвкавост у популациите и им дават възможност да усвояват нови екологични пространства.
Задържането на една голяма таксономична единица в една екологична зона за дълъг период от време почти сигурно бива последвана от силна диференциация и завършва с измиране. Възможно е историята на динозаврите да следва именно такава схема. Съвременните чифтокопитни са друг пример на група, която не може да напусне веднъж усвоената си зона и вероятно вече е влязла в еволюционен капан.
Групите, които периодично се преадаптират демонстрират по-висока устойчивост. Наред с това при тях се наблюдава по-висока степен на мозъчна активност и сложно поведение, тъй като честата смяна на средата дава предимство на (а може и да е следствие от) културата. Съвременните групи животни с най-развита култура и обществена структура (хора, зъбати китове, врабчови птици) са сред групите, преживели най-значими преадаптации и еволюционни промени в своята история. За тях преминаването в нова среда е повече въпрос на усвояване на нови културни навици и практики, отколкото промени в генофонда. В този смисъл човекът е прекрачил от територията на биологичната еволюция в територията на историята, докато гарваните и делфините са спрели на границата между двете.